# 藤井秀剛
藤井 秀剛（ふじい しゅうごう、1974年9月10日 - ）は、日本の映画監督。東京都出身。

## 経歴
- 祖母は旧満州の奉天で三大映画館の1つといわれた大陸劇場の館主。その後、福岡へ引き上げ、映画館を再建。
- 祖母の影響で育った母親の影響で映画好きとなり、小学校3年生の頃から8mmフィルムで映画を撮り始める。
- 高校から単身でアメリカへ留学。ニューヨーク州スクール・オブ・ビジュアルアーツに入学。翌年、カルフォルニア州へ移り、1999年にカルフォルニア芸術大学を卒業。
- 2000年、NTV系つんくタウンの企画募集に2500本の応募の中から選出され、『生地獄』で監督デビュー。
- 『超擬態人間』で世界三大ファンタスティック映画祭の1つ、ブリュッセル国際ファンタスティック映画祭アジア部門において、日本人初のグランプリを受賞。
- ホラー・サスペンスを専門に手掛けるジャンル映画監督として活躍。
- 2020年以降は、活動の場を海外に広げ、香港スタージョシー・ホー に招かれ中国映画〚怨泊〛を監督。更にアメリカにて劇場公開した自身の半自伝的スリラー『半狂乱』は、海外ファンに後押しされ北米にてソフト化となった。
- 若手育成にも精力的。自身の海外経験を生かし、グローバル化を推進し、劇場映画やVシネで数多くの俳優をデビューさせている。

## 監督作品

### 映画（長編）
| 2023年 | 怨泊                                       | 主演：ジョシー・ホー（香港映画）                                   | タリン・ブラックナイト映画祭     | ハワイ国際映画祭 |
| 2022年 | 猿ノ王国（『Kingdom of the Apes』）        |                                                                    |                                  |                  |
| 2023年 | 闇國～二重人格の男（『DUEL PERSONALITY』） |                                                                    |                                  |                  |
| 2021年 | 半狂乱（『Frantic』）                      |                                                                    |                                  |                  |
| 2019年 | 超擬態人間（『Mimicry Freaks』）           | ブリュッセル国際ファンタスティック映画祭 アジア部門 グランプリ受賞 | 富川国際ファンタスティック映画祭 |                  |
| 2017年 | 狂覗（『Redline crossing』）               |                                                                    |                                  |                  |
| 2006年 | 恐怖依存症                                 |                                                                    |                                  |                  |
| 2005年 | 怖来～furai                                |                                                                    |                                  |                  |
| 2001年 | マネーざんす「監金」                       |                                                                    |                                  |                  |
| 2000年 | 生地獄                                     |                                                                    |                                  |                  |

### 映画（短編）
| 公開年 | 作品名                                                | 備考         |  |
| ------ | ----------------------------------------------------- | ------------ |  |
| 2018年 | 秘醒～PIZZA（東映 presents HKT48×48人の映画監督たち） | 主演：堺萌香 |  |
| 2020年 | 見上げた空とマスク                                    |              |  |
| 2023年 | 新解釈番町皿屋敷『お菊寺』（オムニバス）              | プロデュース |  |